# Campionati europei di ciclismo su pista - Corsa a punti femminile

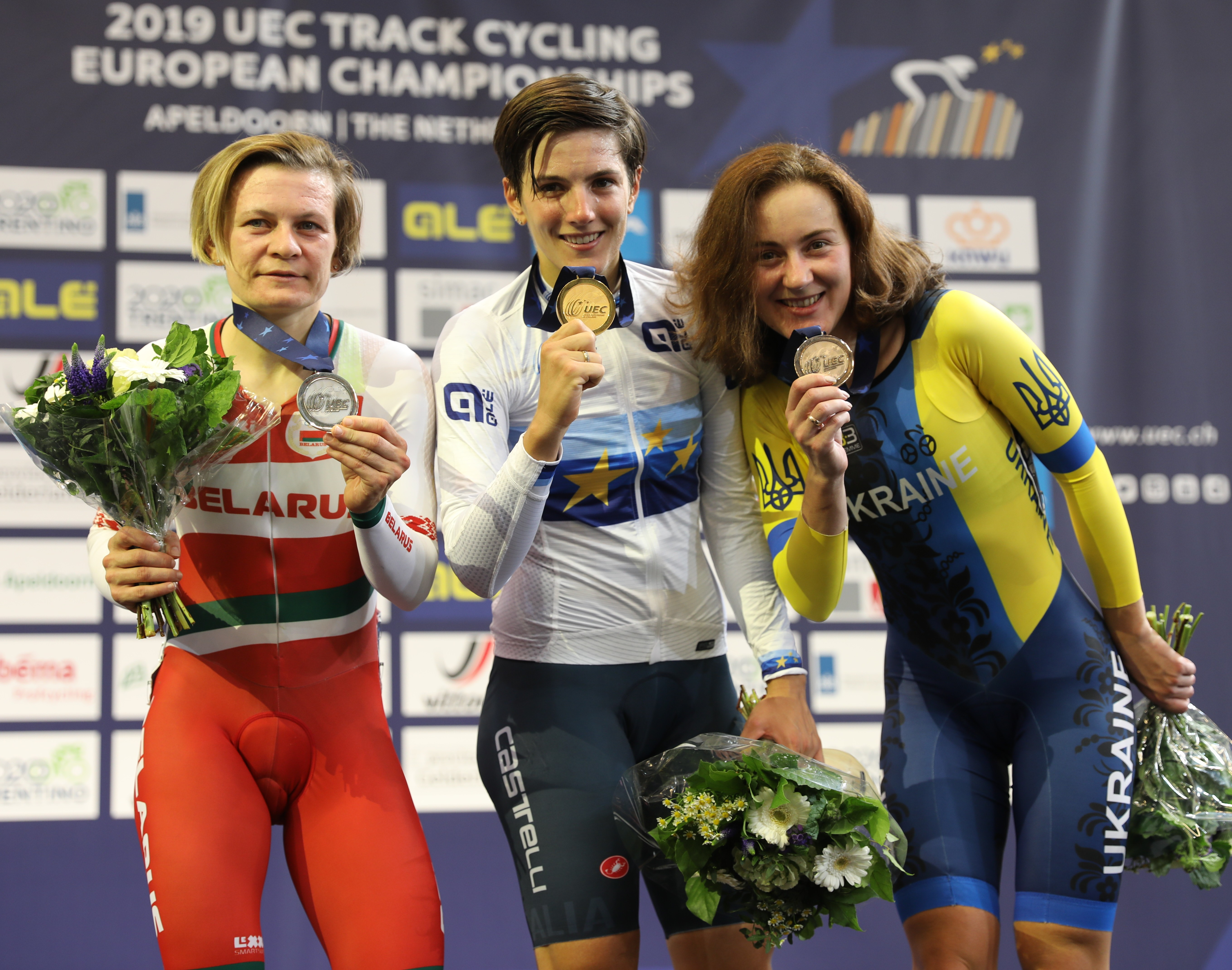
Il podio dell'edizione 2019: da sinistra Taccjana Šarakova, Maria Giulia Confalonieri, Hanna Solovej

La corsa a punti femminile è una delle prove inserite nel programma dei campionati europei di ciclismo su pista. Si corre dall'edizione 2011 dei campionati.

## Albo d'oro
Aggiornato all'edizione 2025.
| Anno | Vincitrice                | Secondo             | Terzo                |
| ---- | ------------------------- | ------------------- | -------------------- |
| 2011 | Evgenija Romanjuta        | Katarzyna Pawłowska | Jarmila Machačová    |
| 2012 | Stephanie Pohl            | Evgenija Romanjuta  | Elke Gebhardt        |
| 2013 | Kirsten Wild              | Danielle King       | Leire Olaberria      |
| 2014 | Eugenia Bujak             | Kelly Druyts        | Elena Cecchini       |
| 2015 | Katarzyna Pawłowska       | Élise Delzenne      | Stephanie Pohl       |
| 2016 | Kirsten Wild              | Jolien D'Hoore      | Katarzyna Pawłowska  |
| 2017 | Trine Schmidt             | Gul'naz Badykova    | Taccjana Šarakova    |
| 2018 | Maria Giulia Confalonieri | Ina Savenka         | Gul'naz Badykova     |
| 2019 | Maria Giulia Confalonieri | Taccjana Šarakova   | Hanna Solovej        |
| 2020 | Katie Archibald           | Silvia Zanardi      | Karolina Karasiewicz |
| 2021 | Gul'naz Chatunceva        | Shari Bossuyt       | Lonneke Uneken       |
| 2022 | Lotte Kopecky             | Silvia Zanardi      | Victoire Berteau     |
| 2023 | Anita Stenberg            | Shari Bossuyt       | Marie Le Net         |
| 2024 | Lotte Kopecky             | Anita Stenberg      | Jarmila Machačová    |
| 2025 | Anita Stenberg            | Marion Borras       | Maike van der Duin   |

## Medagliere
| Pos.   | Paese         | Oro | Argento | Bronzo | Totale |
| ------ | ------------- | --- | ------- | ------ | ------ |
| 1      | Belgio        | 2   | 4       | 0      | 6      |
| 2      | Italia        | 2   | 2       | 1      | 5      |
| 2      | Russia        | 2   | 2       | 1      | 5      |
| 4      | Polonia       | 2   | 1       | 2      | 5      |
| 5      | Norvegia      | 2   | 1       | 0      | 3      |
| 6      | Paesi Bassi   | 2   | 0       | 2      | 4      |
| 7      | Gran Bretagna | 1   | 1       | 0      | 2      |
| 8      | Germania      | 1   | 0       | 2      | 3      |
| 9      | Danimarca     | 1   | 0       | 0      | 1      |
| 10     | Francia       | 0   | 2       | 2      | 4      |
| 11     | Bielorussia   | 0   | 2       | 1      | 3      |
| 12     | Rep. Ceca     | 0   | 0       | 2      | 2      |
| 13     | Spagna        | 0   | 0       | 1      | 1      |
| 13     | Ucraina       | 0   | 0       | 1      | 1      |
| Totale | Totale        | 15  | 15      | 15     | 45     |

| Pos. | Atleta                    | Oro | Argento | Bronzo | Totale |
| ---- | ------------------------- | --- | ------- | ------ | ------ |
| 1    | Anita Stenberg            | 2   | 1       | 0      | 3      |
| 2    | Kirsten Wild              | 2   | 0       | 0      | 3      |
| 2    | Lotte Kopecky             | 2   | 0       | 0      | 3      |
| 2    | Maria Giulia Confalonieri | 2   | 0       | 0      | 2      |
| 5    | Katarzyna Pawłowska       | 1   | 1       | 1      | 3      |
| 5    | Gul'naz Chatunceva        | 1   | 1       | 1      | 3      |
| 7    | Evgenija Romanjuta        | 1   | 1       | 0      | 2      |
| 8    | Stephanie Pohl            | 1   | 0       | 1      | 2      |
| 9    | Eugenia Bujak             | 1   | 0       | 0      | 1      |
| 9    | Trine Schmidt             | 1   | 0       | 0      | 1      |
| 9    | Katie Archibald           | 1   | 0       | 0      | 1      |